# ジャン＝フェリ・ルベル
ジャン＝フェリ・ルベル（Jean-Féry Rebel, 1666年4月18日 - 1747年1月2日）は、フランス盛期バロック音楽の作曲家・ヴァイオリニスト。不協和音に始まるバレエ音楽 《 四大元素 Les Élémens 》 によって有名（同名のバレエ音楽は、他にアンドレ・デトゥーシュによるものも存在する）。
ジャン＝バティスト・リュリに師事。1699年に王立音楽アカデミーとパリ・オペラ座の首席ヴァイオリニストに就任。1700年にスペインを訪問。1705年に帰国後まもなく、宮廷楽団の一つ「王の24のヴァイオリン」に入団し、宮廷作曲家、王立音楽アカデミー楽長ならびにコンセール・スピリテュエルの指揮者を歴任。

## 主要作品一覧
《舞曲さまざま》 はイギリスでも人気があり、1725年にはヘンデルの指揮によりロンドンで上演されている。
- バレエ音楽 《 四大元素 Les Élémens 》（オルフェオ・バロック管弦楽団による演奏例）
- 管絃楽曲 《 舞曲さまざま Les Caractères de la danse 》（アンサンブル・フィオレッロによる演奏例）
- 2声と3声のための12のソナタ集（1712年刊）
  - No.5 ニ長調 《 パラス・アテネ 》
  - No.6 ト短調 《 神々 》
  - No.7 《 リュリ氏のトンボー Le Tombeau de M. Lully 》
- 12のヴァイオリン・ソナタ集（1713年刊） 
  - No.3 ニ長調
  - No.4 ホ短調
  - No.6 ロ短調
  - No.11 ホ長調